# Joseph Stewart Temple Fall
Joseph Stewart Temple Fall, kanadski letalski častnik, vojaški pilot in letalski as, * 17. november 1895, Hillbank, Britanska Kolumbija, † 1. december 1988, Duncan, Britanska Kolumbija.
Group Captain Fall je v svoji vojaški službi dosegel 36 zračnih zmag.

## Življenjepis
Med prvo svetovno vojno je bil pripadnik Kraljeve pomorske zračne službe. Kot edini kanadski letalski as je trikrat prejel Distinguished Service Cross.

## Odlikovanja
- Distinguished Service Cross (DSC) z dvema ploščicama
- Air Force Cross (AFC)